# Stillahavskriget
Stillahavskriget var den del av andra världskriget som utkämpades i Stilla havet, samt Sydostasien och Kina. På ena sidan stod det med Nazityskland och Italien nära allierade Japan och på den andra sidan de västallierade staterna med USA, Storbritannien och Australien samt Kina i spetsen. I krigets slutskede ingrep även Sovjetunionen på de allierades sida.

## Bakgrund
Japan deltog på de allierades sida i första världskriget och tillhörde således segermakterna, men under 1920-talet ansåg man sig inte fått det utbyte man hoppats på. Under slutet av 1920-talet fick militären allt mer makt, och i början av 1930-talet inleddes en mycket aggressiv japansk utrikespolitik. Redan 1931 invaderade man nordöstra Kina och skapade marionettstaten Manchukuo i Manchuriet. Den politiskt splittrade och av inbördeskrig plågade kinesiska staten kunde inte göra mycket. År 1937 invaderade man även resten av Kina och lyckades på kort tid ockupera stora delar av det väldiga landets östra och södra delar. Något definitivt avgörande i kriget kom aldrig till stånd, mycket beroende på att Kinas Kuomintangregering och de kinesiska kommunisterna grävde ner stridsyxan och drog sig tillbaka långt in i landet. Istället blev det andra sino-japanska kriget så småningom en del av andra världskriget.
Anledningen till kriget var att japanerna behövde mer råvaror till sin snabbt växande industri och befolkning. Dessa fanns i Kina samt Sydostasien, och i Sydostasien hade såväl fransmän, britter och holländare, samt USA kolonier. Till den aggressiva utrikespolitiken bidrog också en extrem nationalism inom militären, och efter att kejsar Hirohito tillträtt 1926 blev Japan i praktiken en militärdiktatur.
Redan under 1935–1936 hade Japan och Nazityskland närmat sig varandra, och 1940 ingick Japan i en försvarspakt med Tyskland och Italien (tremaktspakten). Samma år införlivade Japan franska Indokina i sitt välde. USA, Australien och Storbritannien såg med allt större oro på den japanska expansionen. År 1941 stoppades exporten av olja till Japan från Sydostasien som kontrollerades av amerikaner, britter och holländare. Den japanska militärregimen under premiärminister Hideki Tojo såg detta som en aggressionshandling riktad mot Japan och planeringen för en attack mot USA:s och de västeuropeiska staternas intressen i regionen inleddes.
Den amerikanska militärledningen visste att något var på gång, ändå kom attacken mot Pearl Harbor som en total överraskning 7 december 1941. Målsättningen var i början att erövra de västerländska kolonierna och med hjälp av råvarorna därifrån bygga upp en industriell kapacitet som skulle matcha USA:s. Attacken mot Pearl Harbor syftade till att slå ut den amerikanska Stillahavsflottan (som då var stationerad i Pearl Harbor), vilket var en förutsättning för att krigsstrategin skulle lyckas. När Tyskland fyra dagar senare (11 december) förklarade krig mot USA var amerikanerna indragna i andra världskriget i såväl Stilla havet som Europa. På hemmaplan medförde attacken att de isolationistiska stämningarna hos amerikanska befolkningen försvann helt.

## 1941–1942: Japansk expansion

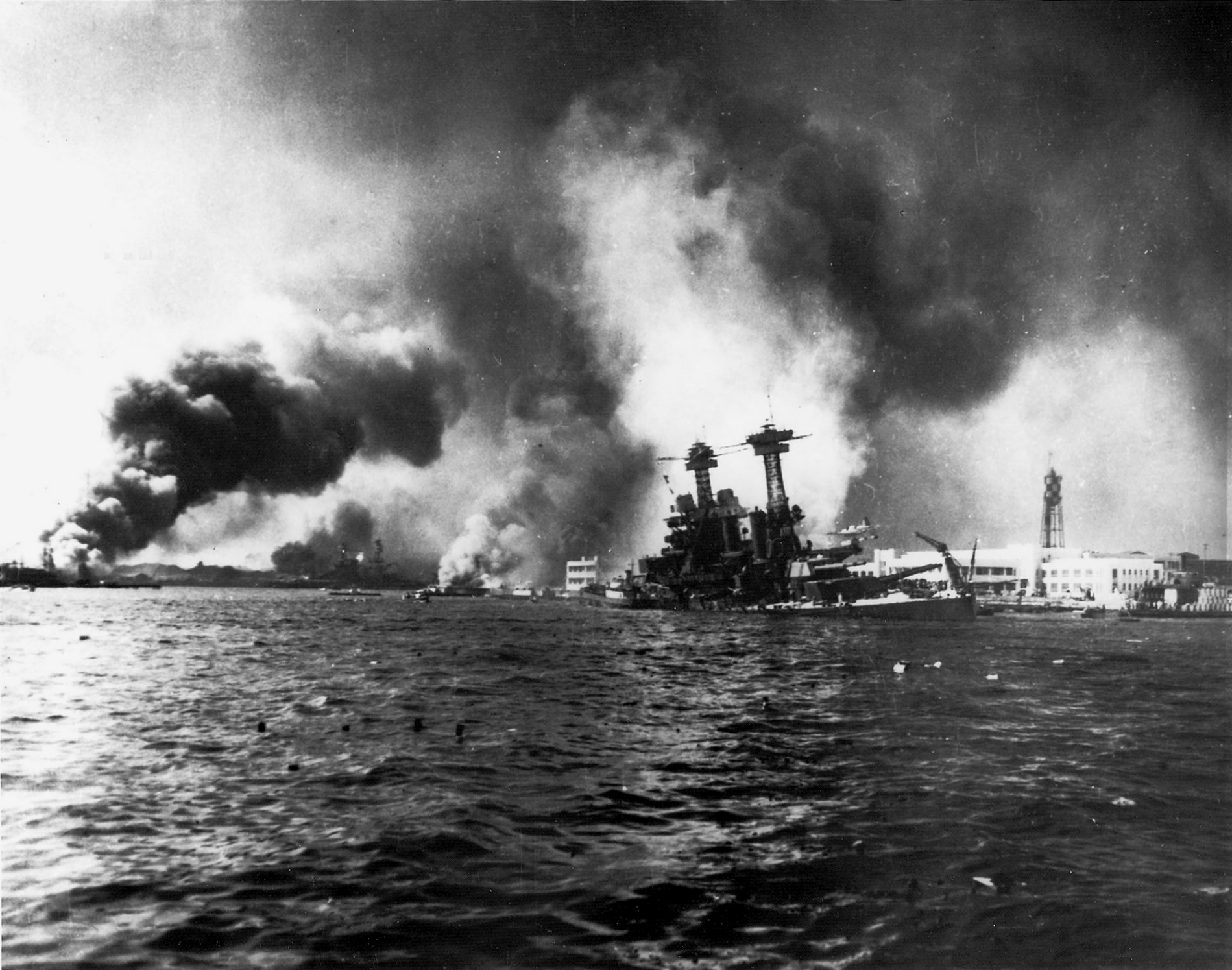
Slagskeppet sjunker under attacken mot Pearl Harbor.

Anfallet mot Pearl Harbor var mycket framgångsrikt. Emellertid var amerikanska Stillahavsflottans hangarfartyg ute på havet vid tiden för anfallet och undgick därmed katastrofen. Det skulle få stor betydelse längre fram i kriget. 
Inledningsvis gav attacken mot Pearl Harbor japanerna totalt sjöherravälde och vägen låg öppen för en rad mycket framgångsrika operationer.
De följande fem månaderna erövrade Japan Hongkong, Thailand, Burma, Malackahalvön, Singapore, Filippinerna, Indonesien och stora delar av ö-världen i västra Stilla havet. Framgångarna var verkligen spektakulära. Samtliga västerländska kolonier i området hade fallit som "korthus" och förlusterna för amerikaner och britter hade varit mycket omfattande. Singapores fall 15 februari 1942 var ett av de mest förödmjukande nederlagen någonsin för Storbritannien. Hela 85 000 britter och indier blev krigsfångar. Den japanska krigföringen var mycket brutal. Massakrer på civila var vardagsmat och krigsfångar behandlades mycket illa. De japanska framgångarna bidrog kraftigt till att det efter kriget uppstod starka självständighetskrav från befolkningen i kolonierna vilket påskyndade avkoloniseringen i hela världen.
USA med sina gigantiska resurser byggde emellertid upp sin Stillahavsflotta relativt snabbt. Återuppbyggnaden underlättades av att hangarfartygen undkommit attacken vid Pearl Harbor. Den första stora japanska motgången kom i slaget vid Midway som ägde rum i juni 1942. Även i Korallhavet utanför Australien tillfogades japanerna ett nederlag. Expansionsfasen var därmed över. På kartan hotades såväl Indien som Australien av en invasion men i praktiken var nu det allierade försvaret i dessa områden så starkt att detta inte var möjligt. Efter ovannämnda segrar för de allierade inträdde ett jämviktsläge.

## 1942–1945: Jämviktsläge och allierad offensiv
Under knappt ett års tid var striderna mycket hårda på Salomonöarna och runt Korallhavet, särskilt på ön Guadalcanal bjöd japanerna mycket hårt motstånd innan ön åter var i amerikanska händer våren 1943. Den amerikanska generalen Douglas MacArthur blev nu de allierades högste befälhavare i kriget i Stilla havet. Från sitt högkvarter i Australien utarbetade han en strategi på hur Japan skulle besegras. Något förenklad gick den ut på att man bara skulle återerövra de öar i Stilla havet som var av störst strategisk betydelse. På så sätt kunde man kringgå många japanska garnisoner. Slutmålet var en invasion av själva Japan. Taktiken lyckades och många japanska garnisoner blev på så sätt isolerade och tvingades till passivitet under hela kriget. Deras isolering garanterades av det luft- och sjöherravälde som USA hade från och med våren 1943.

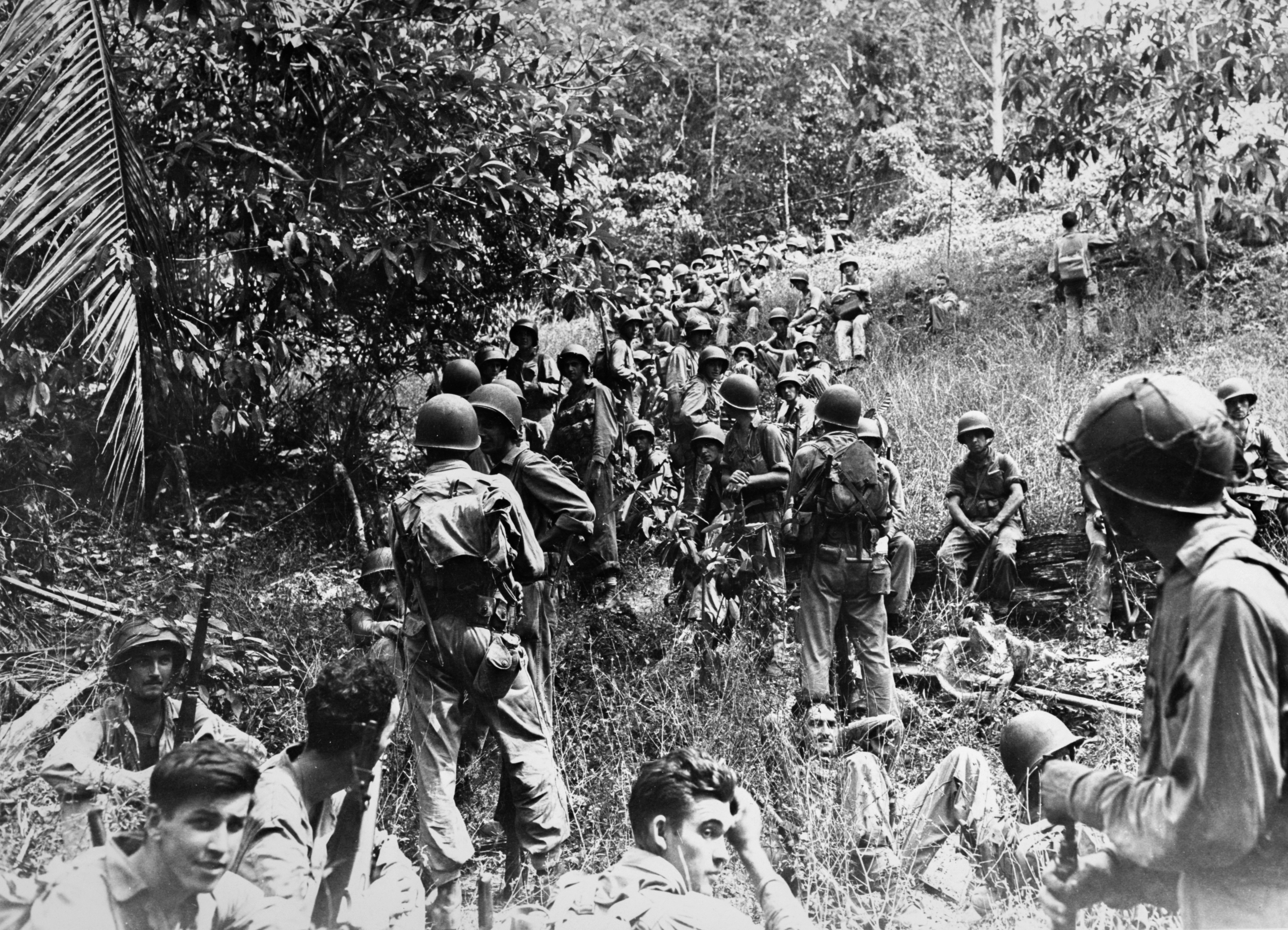
Amerikanska soldater vilar under strider om Guadalcanal i november 1942.

I början av sommaren 1944 gick stillahavsfronten utmed Marianerna och söderut till Nya Guinea och Timor. På ön Saipan (slaget om Saipan) i Marianerna hade den japanska krigsmakten byggt upp en mycket stark garnison som betraktades som nästan "ointaglig" av den japanska militärledningen. Likväl lyckades amerikanska styrkor att erövra ön senare under sommaren, men priset i antal döda och sårade var mycket högt. Ön försvarades av en 30 000 man stark garnison som stupade nästan till siste man. Antalet stupade amerikaner uppgick till cirka 3000. Därefter föll de andra öarna i Marianerna snabbt, bland dem Guam. Läget började nu bli kritiskt för Japan. Dessa motgångar ledde till att Hideki Tojo avgick som premiärminister och ersattes av general Kuniaki Koiso.
Under 23–26 oktober 1944 utkämpades slaget vid Leytebukten utanför Filippinerna. I fyra hårda sjöslag drabbade 3:e Flottan under amiral William Halsey och 7:e Flottan under amiral Thomas Kinkaid ihop med starka japanska flottstyrkor. Slaget var det största sjöslaget någonsin och slutade med amerikansk seger. Även om förlusterna var omfattande var de ändå mycket större för Japan. Deras flotta utgjorde efter detta inget reellt hot mot USA:s sjöherravälde. De allierades fortsatta offensiv mot de japanska huvudöarna underlättades därmed avsevärt.
Trots ett allt mer prekärt läge för Japan fortsatte striderna med oförminskad intensitet, men amerikanerna kom ständigt allt närmare det egentliga Japan. Manila på Filippinerna föll i mars 1945 och snart var hela den Filippinska övärlden i allierade händer. Under sin reträtt hade emellertid den japanska armén begått fruktansvärda massakrer, i Manila mördades cirka 100 000 civilpersoner. Två betydande öar återstod innan den slutliga invasionen av de japanska huvudöarna på allvar skulle förberedas. Striderna om dessa blev mycket hårda och blodiga. Vid slaget om Okinawa, som tillhörde det egentliga Japan, förlorade USA 13 000 stupade soldater och 36 000 sårade. De japanska förlusterna uppgick till cirka 100 000 stupade, och för första gången under kriget gav japanska soldater upp i större omfattning.
Från och med hösten 1944 hade Japan i allt större omfattning satt in så kallade kamikaze-piloter som i självmordsuppdrag försökte oskadliggöra de amerikanska sjöstridskrafterna. Attackerna var förvisso fruktade men militärt sett ganska verkningslösa. Med Okinawa i allierade händer var det sista stora hindret övervunnet inför en invasion.

## Kriget på asiatiska fastlandet

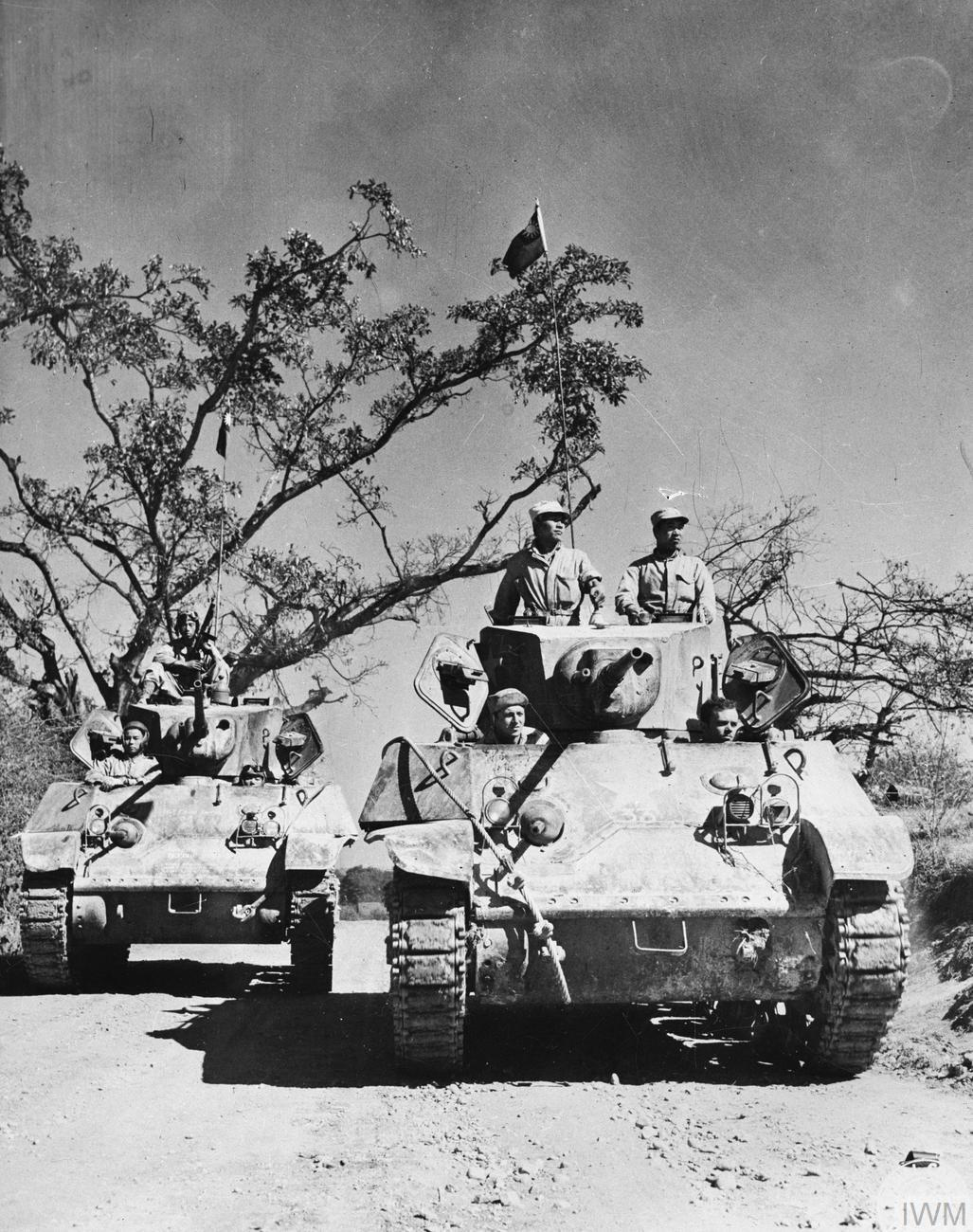
Kinesiska soldater på M3 Stuart-stridsvagnar i Burma.

Sommaren 1942 kontrollerade Japan hela Sydostasien, inklusive den indonesiska ö-världen. Indien, "kronjuvelen" i det brittiska imperiet var hotat av invasion men någon invasion kom aldrig till stånd. De allierade hade nu byggt upp ett tillräckligt starkt försvar för att hindra en invasion. I fastlandskriget skulle det emellertid dröja lång tid innan de allierade definitivt fick övertaget. Striderna blev därför mycket utdragna och synnerligen blodiga.
I Kina fortsatte Chiang Kai-shek och kommunisterna under Mao Zedongs ledning att bjuda ett förbittrat motstånd djupt inne i Kina. Den japanska krigföringen var skoningslös och ledde till ett oerhört lidande för civilbefolkningen. Massterror i form av massakrer, massavrättningar, tortyr, våldtäkter kombinerat med svält och sjukdomar krävde enorma dödstal bland civilbefolkningen. Ingen vet exakt hur många civila kineser som dog under hela japansk-kinesiska kriget 1937–1945 men det handlade om många miljoner, kanske så många som 20 miljoner. Om de högsta uppskattningarna är korrekta innebär det att kriget mellan Japan och Kina krävde ännu högre dödstal bland civilbefolkningen än kriget på Östfronten (Operation Barbarossa).
På grund av att japanerna kontrollerade hela Bortre Indien var det svårt för de allierade att ge kineserna någon större hjälp i kriget annat än med ammunition, luftunderstöd och specialtrupper. Det skulle dröja ända fram till våren 1945 innan de allierades ställningar på det asiatiska fastlandet var så starka att man kunde stödja kineserna med större truppinsatser.
År 1943 hade de allierade inrättat ett kommando för kriget på det asiatiska fastlandet under ledning av britten Lord Mountbatten där man samordnade insatserna för de västallierades stridskrafter och kinesernas dito under Chiang Kai-sheks ledning. Under 1943–1944 iscensatte amerikaner och britter flera offensiver för att öppna den strategiskt sett mycket viktiga Burmavägen, dock utan större framgång. En offensiv i västra Burma hade inte någon större framgång heller.
I långa loppet tog emellertid de allierades överlägsenhet i manskap och materiel ut sin rätt. Hösten 1944 till och med vintern 1945 övergick initiativet definitivt till britterna och amerikanerna. På senvintern kunde man till slut inta den viktiga Burmavägen, och efter det kunde man slutligen ge kineserna hjälp med stora truppinsatser. I maj 1945 var hela Burma återerövrat, och Rangoon var i allierade händer 6 maj. Helt avgörande blev till slut de allierades luftherravälde.

## Japans nederlag och atombomben

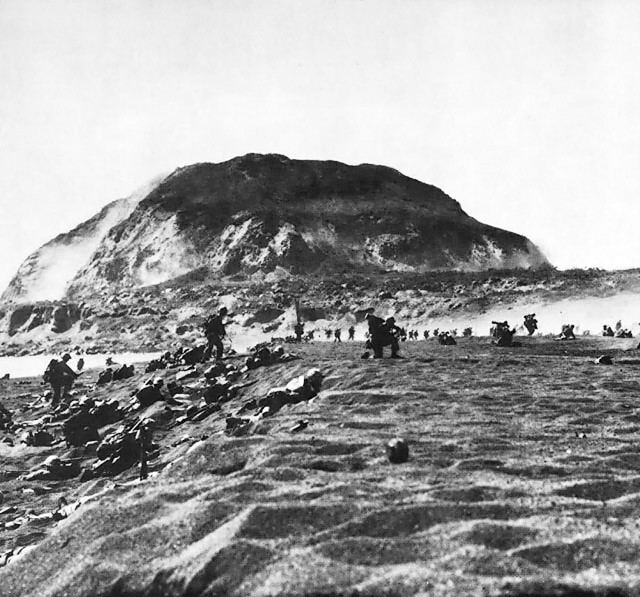
Amerikanska soldater landstiger på Iwo Jima 19 februari 1945.

Våren 1945 var Japan i praktiken besegrat men den japanska militärledningen vägrade kapitulera, inte ens Tysklands kapitulation 7–8 maj fick dem att ge upp. Efter att amerikanerna erövrat Marianerna sommaren 1944 förfogade man nu över flygbaser som möjliggjorde flygangrepp i stor skala. Hösten samma år introducerades också det nya bombflygplanet Boeing B-29 Superfortress. Under vintern och våren 1945 utsattes de japanska öarna för en jättelik bomboffensiv riktad mot japanska industrier och städer. Eftersom det japanska flygvapnet var eliminerat var städerna i praktiken försvarslösa. Tokyo utsattes för det värsta angreppet 9–10 mars, då 100 000 människor (enligt vissa källor betydligt fler) omkom i den brandstorm som följde som ett resultat av användandet av brandbomber.
I juni hade kejsar Hirohito gett instruktioner om att man borde kapitulera och Sovjetunionen skulle fungera som mellanhand i kapitulationsförhandlingarna. Sovjetunionen hade hittills stått utanför kriget mot Japan men fortfarande var motståndet inom militärledningen mycket stort mot en kapitulation, som i deras ögon var den mest förödmjukande handling en soldat kunde utsättas för. Amerikanerna å andra sidan oroade sig inför en invasion och krävde sedan flera år tillbaka villkorslös kapitulation. Även om Japan i praktiken besegrats hade man fortfarande flera miljoner man under vapen på hemmaplan. MacArthur och hans medarbetare visste att en invasion skulle bli oerhört blodig även för amerikanernas del.

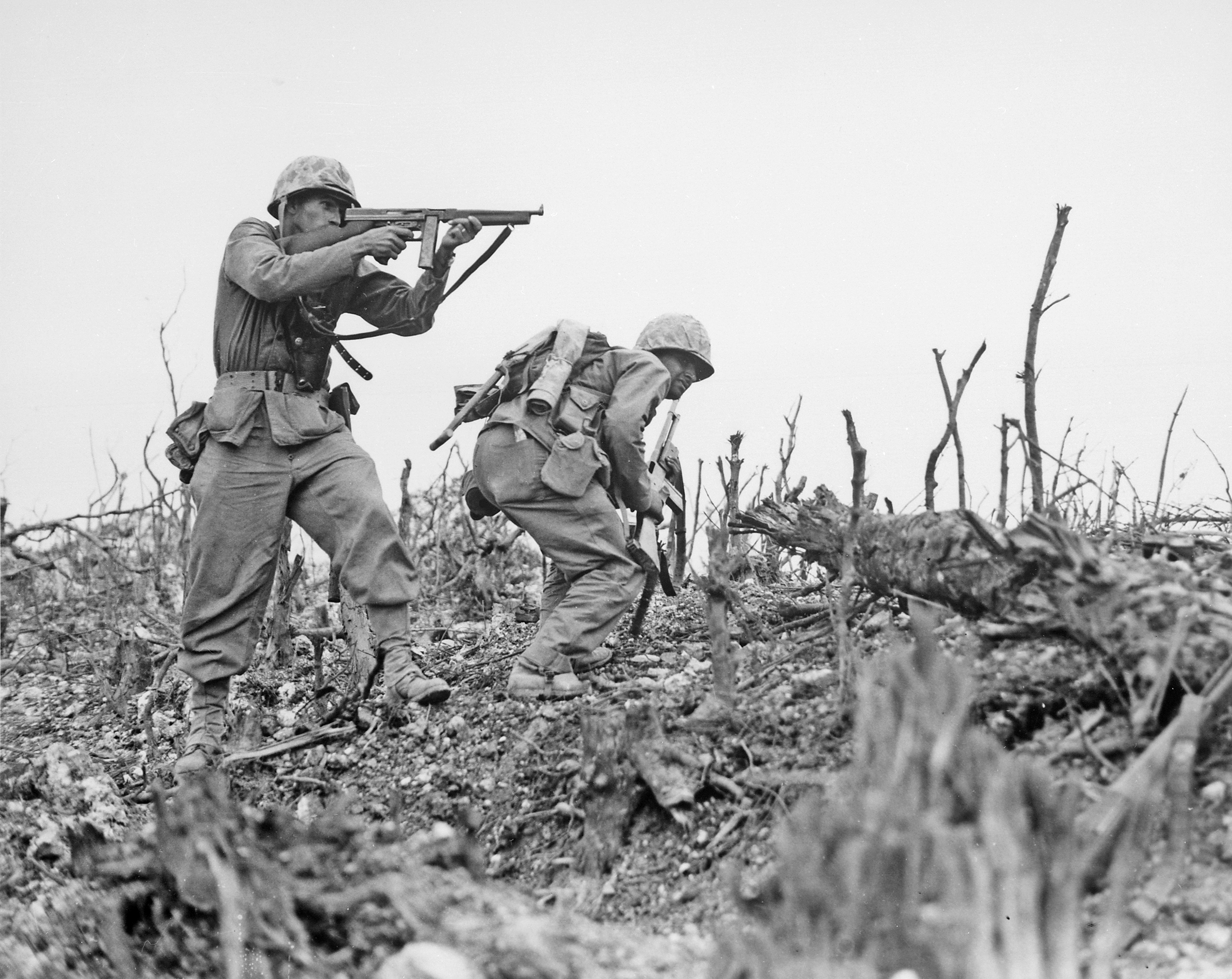
Två marinkårssoldater under slaget om Okinawa i maj 1945.

Den 16 juli hade emellertid världens första kärnvapenprov ägt rum i New Mexico, och detta nya fruktansvärda vapen gav USA en möjlighet att bomba Japan till villkorslös kapitulation. I samband med Jaltakonferensen som ägde rum i februari 1945 hade Stalin gått med på att gå med i kriget mot Japan tre månader efter att Tyskland kapitulerat. President Harry S. Truman som efterträtt den avlidne Franklin D. Roosevelt ville helst avsluta kriget innan ryssarna hann ingripa.
De amerikanska militärbefälhavarna bestämde sig för att försöka få president Trumans godkännande för att få använda atombomber, som genom Trinitytestet hade visat sig kunna fungera för användning som vapen under krig. Även om många av vetenskapsmännen som hade deltagit i utvecklingen av bomben avrådde från användning gav Truman efter en viss tvekan sitt godkännade. Ordern till släppandet av bomben gavs den 25 juli och den direkta ordern till användningen av atombomben gavs av general Thomas T. Handy till chefen för Strategic Air Command (SAC) Carl Andrew Spaatz i ett brev den 25 juli, dagen innan man gav Japan ett ultimatum om villkorslös underkastelse vid Potsdamkonferensen, en upprepning av kravet från Kairokonferensen i december 1943.

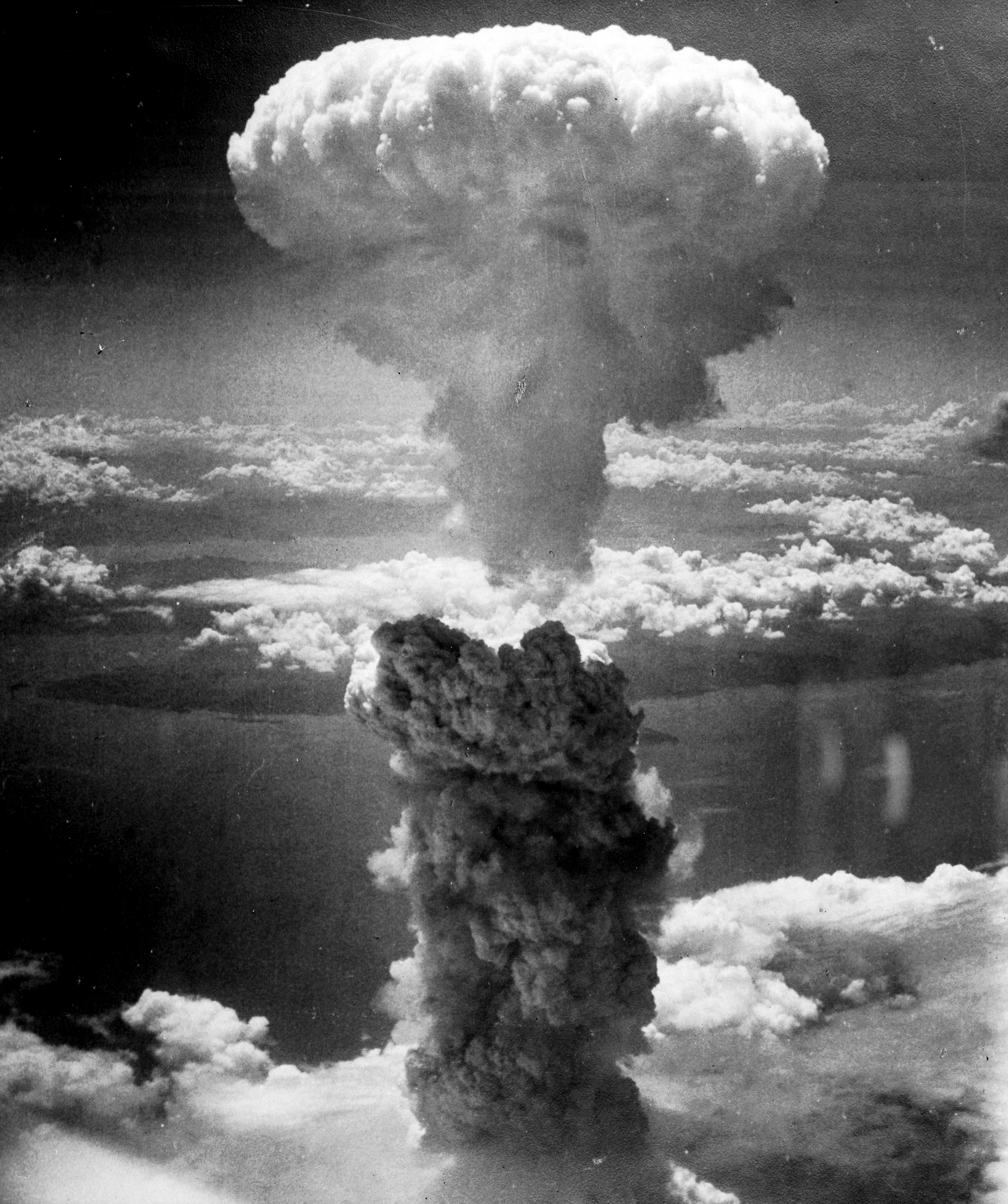
Svampmoln efter atombomben över Nagasaki den 9 augusti 1945

Långt innan Trumans beslut hade det debatterats och utretts bland politiska och militära ledare i USA vilket eller vilka mål i Japan som var lämpliga för atombombfällning. Man hade till slut avfärdat Tokyo och kejsarstaden Kyoto som lämpliga mål. Det primära målet blev Hiroshima, som inte hade blivit så skadat av bombningar som andra japanska städer. Om inte japanerna gav upp efter denna bombning skulle man också fälla en atombomb över Nagasaki.
USA förfogade i början av augusti över två atombomber. Världens första angrepp med kärnvapen skedde på morgonen (lokal tid) 6 augusti 1945 när atombomben "Little Boy" fälldes över Hiroshima från B-29:an "Enola Gay". Minst 80 000 människor omkom omedelbart och två tredjedelar av staden jämnades med marken, ytterligare 25 % skadades svårt. Tre dagar senare fälldes den andra bomben "Fat Man" över Nagasaki. Som avtalats i Jalta förklarade Sovjetunionen krig mot Japan 8 augusti exakt tre månader efter att Tysklands kapitulation undertecknats. Manchuriet invaderades och japanerna hade inte en möjlighet att stå emot Röda armén. Atombomberna i kombination med den sovjetiska krigsförklaringen gjorde att de mer "sansade" krafterna inom den japanska statsledningen fick övertaget. Kejsaren Hirohito spelade här en viktig roll och 15 augusti kapitulerade Japan. Andra världskriget avslutades definitivt 2 september då den japanska kapitulationen undertecknades på slagskeppet USS Missouri inför Douglas MacArthur.
Främsta anledningen till Japans nederlag var (liksom för Tyskland) de allierades överlägsna potential när de väl fått tid på att utnyttja den. De allierade hade en större industri och befolkning än axelmakterna. Liksom i Tyskland ställdes senare en rad av de ledande personerna för Japans krig och de krigsförbrytelser som begåtts inför rätta (exempelvis Tokyoprocessen). De flesta dömdes till döden och avrättades. Kejsaren och hans familj skyddades dock av USA och dömdes inte för några krigsförbrytelser.

## Krigföringen

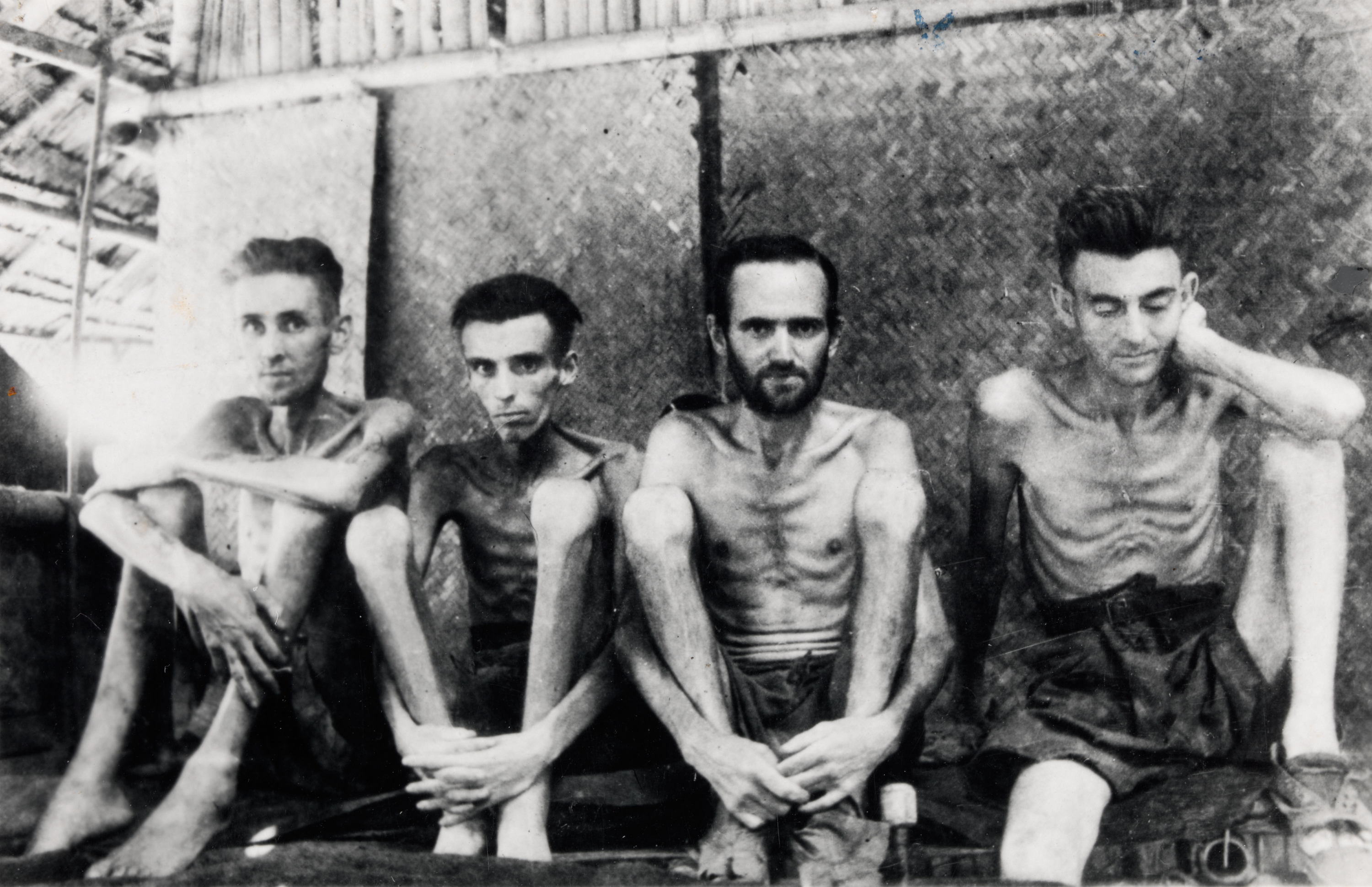
Holländska och australiska krigsfångar i ett japanskt krigsfångläger i Tarsau i Thailand, 1943.

Liksom kriget i Europa var Stillahavskriget oerhört blodigt och brutalt, och civilbefolkningen utsattes även här för hemska lidanden. Även om japanerna aldrig genomförde något totalt utrotningsprojekt som tyskarnas Endlösung (se förintelsen) så brydde sig den japanska militärledningen föga om Genèvekonventionerna. Japan använde både biologiska och kemiska vapen i Kina. Civilbefolkningen utsattes för fruktansvärda övergrepp. Allra värst drabbades som tidigare nämnts Kina med kanske så många som 20 miljoner civila dödsoffer. Även på många andra håll begick japanerna mycket svåra krigsförbrytelser med massavrättningar, tortyr och våldtäkter av civila. Uppgifterna varierar, men omkring 100 000–200 000 kvinnor hölls som sexslavar åt den japanska armén (så kallade tröstekvinnor). Även den japanska behandlingen av krigsfångar var miserabel och en del av dem utsattes för hemska experiment (se Enhet 731). All denna brutalitet fick de allierade att betrakta japanernas krigföring som osedvanligt brutal och inhuman.
Ytterligare en faktor som bidrog till de allierades förfäran över den japanska krigföringen var den fanatism som de japanska soldaterna visade upp. Den japanska moraluppfattningen som hade sina rötter i samurajernas ideal förbjöd kapitulation även i hopplösa lägen. Följaktligen slogs de ofta till det bittra slutet och striderna blev mycket blodiga och utdragna. Kamikazepiloterna som sattes in i slutet av kriget var vad vi idag kallar självmordsbombare. Något sådant hade de västerländska soldaterna aldrig stött på tidigare. Omvänt hade japanerna ingen förståelse för hur amerikaner och britter kunde ge upp när man ansåg slaget vara förlorat. Först i slutet av kriget började japanska soldater ge upp i större omfattning.
De allierade visade generellt mycket större hänsyn än sina motståndare när det gällde behandlingen av krigsfångar men även de allierade soldaterna gjorde sig skyldiga till krigsförbrytelser, till exempel blev mängder med japanska soldater som gett upp avrättade. Något medlidande med den japanska civilbefolkningen existerade knappast. Den enorma bomboffensiv som de japanska huvudöarna utsattes för från och med hösten 1944 syftade i minst lika hög grad till att knäcka civilbefolkningens motståndsvilja som att slå ut de japanska industrierna. Storstäderna smulades systematiskt sönder i gigantiska bombanfall fram till sommaren 1945. Hundratusentals civila dödades, många fler skadades och miljontals blev hemlösa. Den amerikanska stridsledningen förefaller inte haft några stora samvetskval över det enorma lidande bombanfallen orsakade hos civilbefolkningen.
Terrorbombningarna kulminerade först med atombomberna över Hiroshima och Nagasaki. Huruvida det var motiverat eller inte att använda det nya vapnet debatteras än i dag. Flera av de ledande forskarna bakom atombombsprojektet var emellertid förfärade när de såg resultatet av atombombernas förödelse.

## Kriget utvecklas till ett världskrig

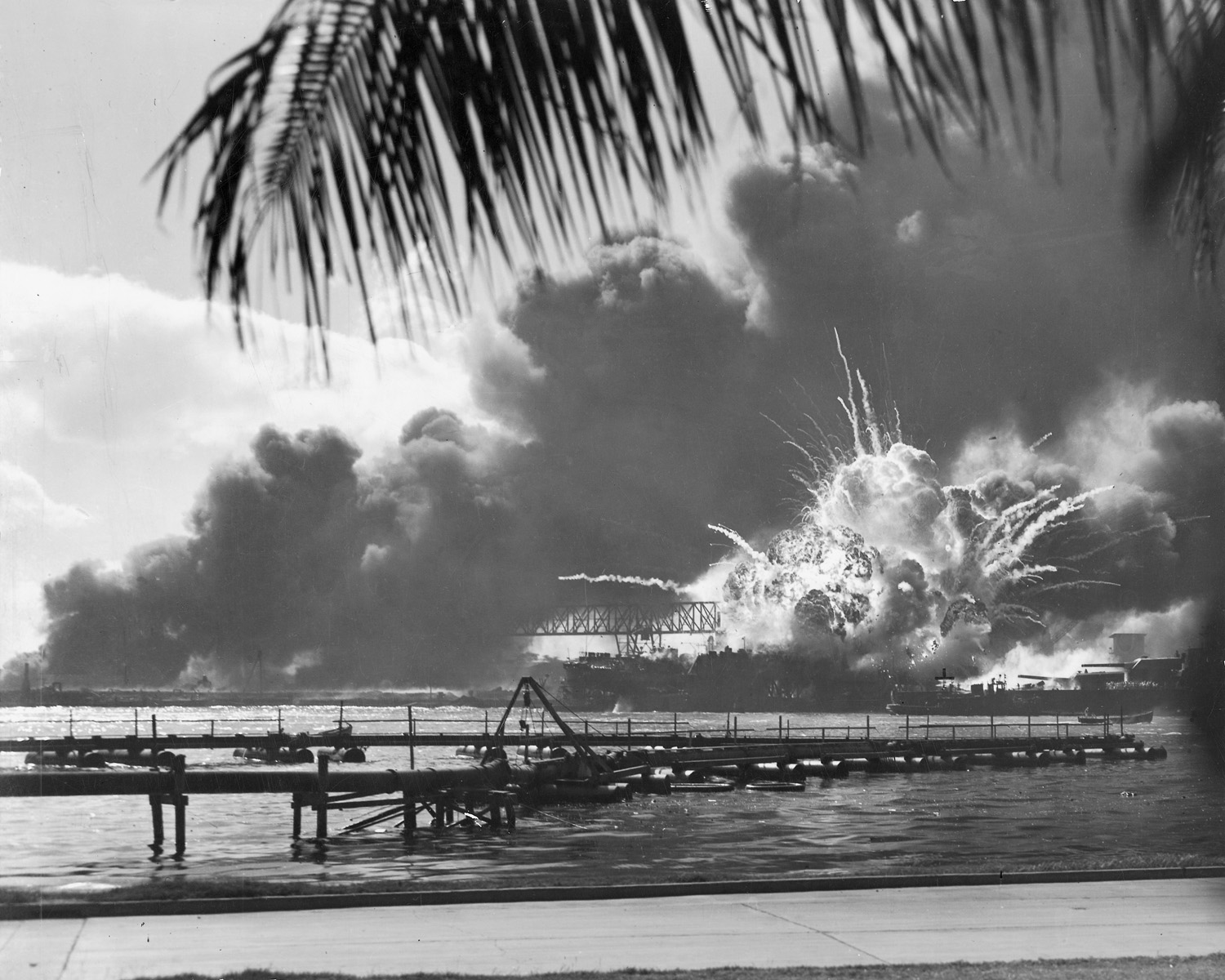
USS Shaw exploderar i Pearl Harbor.

Den 7 december 1941 anföll japanerna utan förvarning den amerikanska militärbasen Pearl Harbor på Hawaii, USA. USA hade strypt Japans tillgångar på olja och japanerna såg USA som enda hindret mot att de skulle ta över hela Sydostasien. Attacken leddes av Isoroku Yamamoto som var överbefälhavare över den Japanska flottan. Den japanska attacken blev dock inte så lyckad som det var tänkt. Man misslyckades att bomba oljereserverna på ön utan vilka USA:s flotta skulle få ligga still i månader. Japanerna lyckades dock sänka 2 slagskepp och ytterligare 6 slagskepp skadades så att de blev oanvändbara. 65 flygplan blev också nedskjutna. Japanernas tanke från början var att sänka de 3 amerikanska hangarfartygen som låg i Pearl Harbor, dessa låg dock inte i hamn och kunde därför behållas i stridbart skick. I och med att USA förklarade Japan krig dagen efter blev det som en dominoeffekt, alla förklarade krig mot Japan, Tyskland och Italien. Den 11 december förklarade också Tyskland och Italien krig mot USA. Många ställer sig frågande till detta eftersom både Tyskland och Italien hade tillräckligt att stå i med att bara kriga mot Sovjet och britterna. Innan jul hade 38 länder förklarat krig mot varandra, det var mer än halva jordens befolkning. Axelmakterna hade nu fått en alltför stor fiende emot sig, USA som var det rikaste landet i världen var tillsammans med Storbritannien och Sovjetunionen alldeles för starkt.
- Litteratur - Bra böckers världshistoria

## Fotnoter
1. ↑  Komplett lista av nationer som kämpade på de allierades sida i Stillahavskriget (inklusive mindre bidragsgivare): Republiken Kina, USA, Storbritannien (däribland Fiji, Hongkong, Straits Settlements och andra koloniala styrkor), Tonga (ett brittiskt protektorat), Australien (däribland Territoriet Nya Guinea), Filippinska samväldet (under beskydd av USA), Brittiska Indien, Nederländerna (inklusive koloniala styrkor från Nederländska Ostindien), Sovjetunionen, Nya Zeeland, Kanada, Mexiko och Mongoliet. Vichyfranska styrkor gjorde kort motstånd mot Japan i Indokina 1940 och stred mot Thailand 1940. Som en anhängare av Axelmakterna tillät Vichyregimen japaner att använda baser i Franska Indokina med början 1941. Fria franska sjöstyrkorna bidrog de allierade med flera krigsfartyg som till exempel Triomphant och Savorgnan-de-Brazza. Efter befrielsen av Frankrike sändes det franska slagskeppet Richelieu till Stilla havet. De huvudsakliga allierade mot Kejsardömet Japan listas i den här referensen.[1]

Gerillaorganisationer som kämpade för de allierade inkluderar Kinesiska röda armén, Hukbalahap, Malajiska folkets antijapanska armé, manchuriska Antijapanska volontärarméerna, Koreanska befrielsearmén och Vietminh
2. ↑  Komplett lista över nationer och grupper som stred på axelmakternas sida i Stillahavskriget (inklusive mindre bidragsgivare): Kejsardömet Japan (inklusive Taiwan under japanskt styre och Korea under japanskt styre, Thailand (tillfälligt), marionetregimen Manchukuo (Manchuriet), Mengjiang, Republiken Kina (Wang Jingwei-regimen), och andra kinesiska samarbetande regeringar och organisationer, Ba Maw-regimen, Fria Indiens provisoriska regering, vasallstaten andra filippinska republiken, Tyskland och andra stater i Greater East Asia Co-Prosperity Sphere).